# Маргарита Ваклінова
Маргарита Тодорова Деянова-Ваклінова (болг. Маргарита Тодорова Деянова-Ваклинова; 4 травня 1939, Софія — 5 квітня 2023, там же), більш знана як Маргарита Ваклінова — болгарська археологиня, багаторічна викладачка Софійського університету Святого Климента Охридського та Нового болгарського університету, заїжджа професорка у Паризькому та Страсбурзькому університетах, авторка понад 150 наукових публікацій.

## Біографія
Народилася 4 травня 1939 року в Софії, середню освіту здобула в місцевій гімназії № 23 імені Антима I. Закінчила історичний факультет Софійського університету за спеціальністю археологія та музейна справа у 1962 році. Професійну діяльність розпочала в Історичному музеї в Смоляні, завідувала музеєм з 1962 до 1966 рік. З 1966 року розпочала роботу в Археологічному інституті в Софії.
Спеціалізувалася за кордоном. У 1968 році закінчила курс візантійського та равеннського мистецтва в Інституті мистецтв Болонського університету в Равенні. У 1971—1972 роках проходила спеціалізацію в Колеж де Франс і Сорбонні, у 1986 році у Лондоні, за програмою спільних досліджень з Британською академією. 1980 року захистила дисертацію на тему «Кам'яна декоративна пластика ранньовізантійської епохи в Болгарії V—VI ст.» та здобула науковий ступінь кандидата історичних наук.
У 1984 році обійняла посаду старшого наукового співробітника Археологічного інституту, з 1993 року — заступник директора. З 2008 до 2010 рік виконувала обов'язки директора Археологічного інституту.
З 1984 року брала участь у роботі багатьох державних і громадських організацій: була членом вченої ради, ВАК, головою Національної музейної ради з музеїв, членом Ради з охорони пам'яток культури, Національного фонду «Культура» тощо. Керувала та брала участь в організації наукових конференцій та безлічі виставок.
Займалася викладацькою діяльністю. У Паризькому університеті (1988—1989) як заїжджий професор читала курс з ранньохристиянського мистецтва та ранньосередньовічної культури Болгарії. У Великотирнівському університеті викладала на історичному факультеті (1994—1996). Була одним із засновників і викладачем курсів візантійської та середньовічної болгарської культури у Новому болгарському університеті (1993—2004), У Софійському університеті викладала у 1991—2006 роках. Керувала магістратурою та докторантурою.
Була одружена з відомим болгарським археологом Станчо Вакліновим з 1967 року.
Деянова-Ваклінова померла 5 квітня 2023 року у Софії.

## Науковий внесок
Понад 50 років Ваклінова присвятила археологічним дослідженням у Болгарії. З 1964 року — член наукового колективу, а потім керівник польових досліджень і координатор наукових праць у Палацовому центрі у Великому Преславі. Керувала археологічними дослідженнями Ягодинської печери в Родопах (1964—1966), розкопками ранньохристиянського центру біля села Гела (1964—1970). Керувала розкопками палацового центру та палацу хана Крума у Плиску (до 1970). Брала участь у розкопках пагорба Царевець у Велико-Тирново (1966—1980). З 1980 року була керівником археологічних досліджень античного та середньовічного міста Нікополіс-ад-Нестум і Червоної церкви у Перуштиці та брала участь у їхній роботі аж до останніх місяців життя. Брала участь у реєстрації археологічних пам'яток і знахідок та була науковим консультантом у багатьох розкопках на всій території Болгарії.
Автор понад 150 наукових публікацій, автор понад 20 статей в Енциклопедії «Болгарія», Кирило-Мефодіївської енциклопедії й Енциклопедії образотворчих мистецтв.

## Нагороди
За великий внесок у культуру нагороджена ланцюгом Ордену «Святі Кирило та Мефодій» (2009). Відзначена нагородою Міністерства культури Болгарії «Золотий грифон» (2015) та нагородою «Піфагор».
Почесна громадянка міст Софія, Великий Преслав і Смолян.

## Вибіркова бібліографія
- соавт. Овчаров Д. Ранновизантийски паметници от България IV-VII век :  [болг.]. — София : Септември, 1978. — 160 с.
- Mediaeval jewellery of the Bulgarian lands 6th-14th century :  [англ.]. — Sofia : Septemvri, 1981. — 78 p.
- соавт. Ваклинов С. Съкровището от Над Сент Миклош :  [болг.]. — София : Септември, 1987. — 87 с.